# Breitenbach, Kusel
Breitenbach là một đô thị thuộc huyện Kusel, bang Rheinland-Pfalz, phía tây nước Đức. Đô thị Breitenbach, Kusel có diện tích 8,89 km², dân số thời điểm ngày 31 tháng 12 năm 2006 là 2042 người.